# Hans Schaffner
Hans Schaffner (Interlaken, 16 de diciembre de 1908 – Berna, 26 de noviembre de 2004) fue un político suizo, miembro del Partido Radical Democrático (PRD).
Fue Consejero Federal de 1961 a 1969, donde dirigió el Departamento de Economía Pública, y Presidente de la Confederación en 1966.

## Biografía

### Funcionario federal
Tras licenciarse en Derecho por la Universidad de Berna, Schaffner se incorporó a la Administración Federal en 1938 con un puesto de funcionario en la Oficina Federal de Industria, Comercio y Trabajo. En 1941 asumió la dirección de la Oficina Central de Economía de Guerra y, en colaboración con Friedrich Traugott Wahlen, se encargó de garantizar a la población el suministro de alimentos y combustible. En 1946, tras la guerra, Schaffner pasó a la División de Comercio, que más tarde se convertiría en la Oficina Federal de Comercio Exterior (actualmente fusionada con la Secretaría de Estado de Economía), de la que llegaría a ser director en 1954. Como director de la División de Comercio, tuvo un papel decisivo en la creación de la Asociación Europea de Libre Comercio (AELC). En 1958, tras la fundación de la Comunidad Económica Europea (CEE), Suiza se vio ante la amenaza de quedar aislada de la política comercial europea. Schaffner organizó una conferencia con sus colegas de los países no miembros de la CEE en la que se gestó la idea de una zona de libre comercio y que pasó a la historia de la AELC con el nombre de la "conspiración de los funcionarios". Así, Schaffner se ganó el apodo de "padre de la AELC".
Se presentó como candidato radical no oficial a las elecciones del Consejo Federal de 1959, pero fue derrotado por un estrecho margen por el socialista Hans-Peter Tschudi.

### Consejero federal
Ya como candidato oficial del Partido Radical, fue elegido miembro del Consejo Federal el 15 de junio de 1961, sucediendo a Max Petitpierre. Asumió la dirección del Departamento Federal de Economía Pública. Su labor le llevó a proponer medidas en favor de la agricultura, a implantar una nueva ley del trabajo y a adoptar un paquete de medidas para combatir la inflación.
Apostó por la integración de Suiza en Europa y defendió la participación activa de Suiza en la AELC. Fue Presidente de la Confederación en 1966 y Vicepresidente en 1965. En 1966, durante su presidencia, Suiza se incorporó al Acuerdo General sobre Aranceles Aduaneros y Comercio (GATT). El 31 de diciembre de 1969 dimitió del Consejo Federal por motivos de salud.

### Retiro
Tras su dimisión, Schaffner se incorporó a los consejos de administración de Sandoz (vicepresidente), Alusuisse, la fábrica de maquinaria textil Rieter y la fábrica de cables Cossonay. La Organización para la Cooperación y el Desarrollo Económicos (OCDE) le nombró miembro de un Grupo de Personas Eminentes encargado de definir una nueva política comercial. También fue miembro de un Grupo de Expertos de las Naciones Unidas encargado de analizar el papel de las multinacionales y su impacto en los países del Tercer Mundo.

## Resultados de las elecciones a la Asamblea Federal
- 1961: elegido miembro del Consejo Federal con 175 votos (mayoría absoluta: 108 votos)
- 1963: reelegido Consejero Federal con 171 votos (mayoría absoluta: 98 votos)
- 1964: elegido Vicepresidente del Consejo Federal con 190 votos (mayoría absoluta: 98 votos)
- 1965: elegido Presidente de la Confederación con 198 votos (mayoría absoluta: 107 votos)
- 1967: reelegido Consejero Federal con 162 votos (mayoría absoluta: 92 votos)